# Nemo (singel Young Igiego)
Nemo – singel polskiego rapera Young Igiego jego albumu studyjnego, zatytułowanego Konfetti. Singel został wydany 13 sierpnia 2018.
Nagranie uzyskało certyfikat platynowej płyty.

## Geneza utworu i historia wydania
Utwór napisali i skomponowali 2K, Michał Graczyk i Igor Ośmiałowski.
Singel ukazał się w formacie digital download 13 sierpnia 2018 w Polsce za pośrednictwem wytwórni płytowej Universal Music Polska. Kompozycja została umieszczona na debiutanckim albumie studyjnym Young Igiego – Konfetti.

## Teledysk
Do utworu powstał teledysk, który udostępniono w dniu premiery singla za pośrednictwem serwisu YouTube.

## Lista utworów
- Digital download[5]

1. „Nemo” – 3:42

## Certyfikaty
| Kraj          | Certyfikat      |
| ------------- | --------------- |
| Polska (ZPAV) | platynowa płyta |